# 突尼斯王国
突尼斯王国（1956年3月20日－1957年7月25日）是在从法国独立出来的突尼斯贝伊国基础上短暂建立的一个王国，由突尼斯贝伊穆罕默德八世·阿明出任国王。王国建立一年多以后，君主制被推翻，成立突尼斯共和国。

## 背景
突尼斯地区于1534年被奥斯曼帝国苏丹苏莱曼一世的军队占领，但旋于第二年（1535年）被神圣罗马皇帝查理五世（即西班牙国王卡洛斯一世）的军队夺取，直到1574年，突尼斯正式沦为奥斯曼帝国的一个行省，即突尼斯行省，但帝国在突尼斯的统治并不稳固，包括阿拉伯人和柏柏尔人在内的突尼斯人民反抗奥斯曼土耳其人统治的独立运动从未间断过。1705年，突尼斯贝伊侯赛因·本·阿里·图尔基推翻了奥斯曼帝国派驻突尼斯的最高官员迪伊，建立起侯赛因王朝，其统治下的突尼斯被后世称为“突尼斯贝伊国”。虽然突尼斯贝伊名义上仍然向奥斯曼帝国苏丹称臣，但实际上随着奥斯曼帝国的不断衰弱，突尼斯已经几乎完全独立。
1830年法国征服阿尔及利亚后，法国与奥斯曼帝国发生直接冲突。奥斯曼帝国试图保住突尼斯并在突尼斯建立直接统治，但遭到法国的反对。之后法国加紧侵略突尼斯，并于1881年占领突尼斯，强迫贝伊签订《巴尔杜条约》，突尼斯正式沦为法国的保护国，后世称为“法属突尼斯”。

## 成立
第二次世界大战中法国被纳粹德国占领（参见法国战役），突尼西亞由1942年開始被義大利佔領，實施短暫的統治，突尼斯又成为非洲战场的重要战场。1943年的突尼斯战役将義大利和纳粹德国的军队赶出了突尼斯，突尼斯人民参加了此役并获得法国殖民当局在战后结束保护关系的承诺。但战后的法国违背诺言，在突尼斯恢复了殖民统治，遭到突尼斯人民的反对，民族解放运动再次高涨。
法国殖民当局虽然进行了一系列改革，也对突尼斯人民的反抗活动予以镇压，但无济于事。突尼斯人民在新宪政党（其前身是自由宪政党）的领导下沉重地打击了法国殖民当局，法国被迫于1955年6月3日与突尼斯贝伊政府签订《法突协定》，承认突尼斯的内政自治权。1956年3月20日，法、突两国再次签订《法突联合议定书》，法国正式承认突尼斯独立。同一天，突尼斯王国成立，突尼斯贝伊穆罕默德八世·艾敏出任突尼斯国王。

## 国号
正式国号为“突尼斯王国”，简称“突尼斯”。其法文国号全称为，简称，有人据此翻译为“突尼西亚王国”。实际上根据阿拉伯文，其国号简称，按发音仍然是“突尼斯”而不是“突尼西亚”，法文中的（发音类似“突尼西亚”）是根据阿拉伯文形容词形式（发音类似“突尼西亚”，意思是“突尼斯的”）转译过来的，所以严格来说“突尼西亚”的译法并不准确。

## 政局
1956年4月11日，穆罕默德国王任命领导突尼斯独立运动的新宪政党领袖哈比卜·布尔吉巴为突尼斯制宪会议主席和内阁首相。
独立后的突尼斯王国是一个君主立宪制王国，国王虽然是国家元首，但实际大权逐步被首相和制宪会议主席布尔吉巴掌握。布尔吉巴新政府成立后就对法国殖民者遗留下来的国家机构进行了全面清洗和改组，大批殖民者代理人和封建贵族代表被逐出国家机关。很快，中央和地方政府机关中约有三分之二的官员被撤换，布尔吉巴所在的新宪政党的党员出任各级政府部门的要职。同时，首相布尔吉巴采取措施进一步削弱国王的权力，在他的领导下，制宪会议通过了新宪法，规定国王必须对议会宣誓效忠，并限制了国王的最高权力。这样，国王成为名义上的国家元首，并很快被抛弃。
布尔吉巴希望中的突尼斯不是一个君主国而是共和国，所以他想尽一切办法尽快废黜国王。首先，他把王宫（迦太基宫）的皇家警卫队士兵换成了对他忠心耿耿的士兵，以便监视国王；然后，他切断了王宫与外界的一切联系，包括电话线；最后，他于1957年7月15日干脆把国王软禁起来了。

## 覆灭
新宪政党政权巩固后，布尔吉巴力促制宪会议于1957年7月25日通过决议，废黜国王。突尼斯王国及侯赛因王朝覆灭，突尼斯共和国成立，同一天，前首相布尔吉巴当选为突尼斯共和国第一任总统。

## 遗产

突尼斯共和国1963年以后的国徽，其上书写的突尼斯国家格言与王国时期的国徽一模一样，样式也变化不大。

突尼斯王国是由法属突尼斯向突尼斯共和国的过渡政权，虽然存在时间很短（一年多一点），但具有重要的影响和意义，它的建立标志着突尼斯独立修成正果。同时，在王国时期确立了很多制度，被其后继者突尼斯共和国沿用，至今仍然发挥着重要作用，王国时期确立的突尼斯国家格言“自由、秩序、正义”就是很好的例子，还有现在的突尼斯共和国国徽也是根据突尼斯王国国徽稍加修改而成的。至于突尼斯王国的国旗则沿用自突尼斯贝伊国的国旗，直到今天仍然为突尼斯共和国的国旗（参见突尼斯国旗）。